# Jagraon
Jagraon är en ort i Indien.   Den ligger i distriktet Ludhiana och delstaten Punjab, i den norra delen av landet, 290 km nordväst om huvudstaden New Delhi. Jagraon ligger 238 meter över havet och antalet invånare är 65 305.
Terrängen runt Jagraon är mycket platt. Runt Jagraon är det tätbefolkat, med 459 invånare per kvadratkilometer. Jagraon är det största samhället i trakten. Trakten runt Jagraon består till största delen av jordbruksmark.